# Gaga kaulfussii
Gaga kaulfussii är en kantbräkenväxtart som först beskrevs av Kze., och fick sitt nu gällande namn av Fay W.Li och Windham. Gaga kaulfussii ingår i släktet Gaga och familjen Pteridaceae. Inga underarter finns listade.